# Спорт в Луганской Народной Республике
Руководством самопровозглашённой ЛНР было создано Министерство по делам семьи, молодежи, спорта и туризма, целью которого является контроль над всеми спортивными событиями на территории республики.

## Футбол

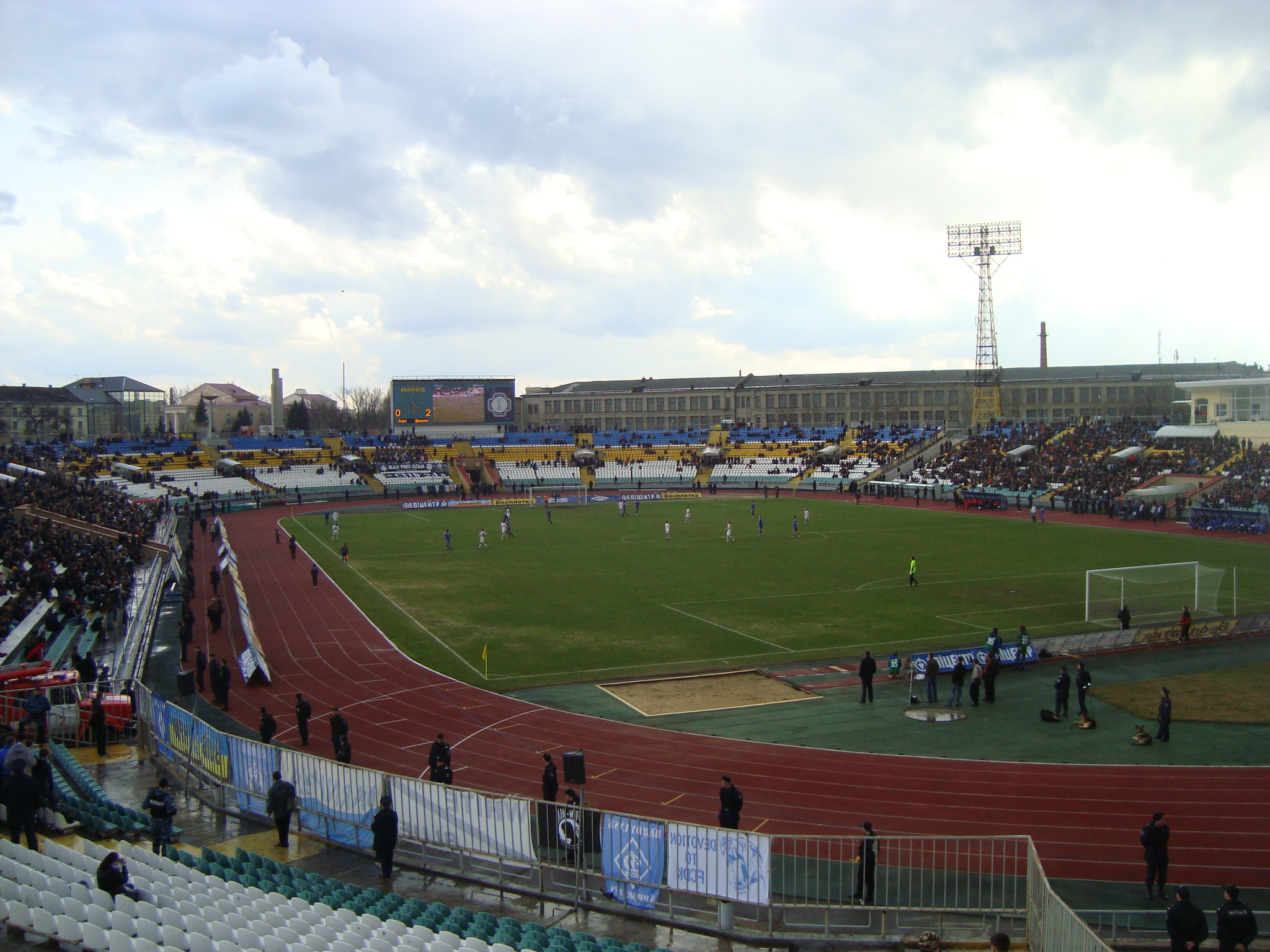
Главный футбольный стадион Луганска- стадион «Авангард»

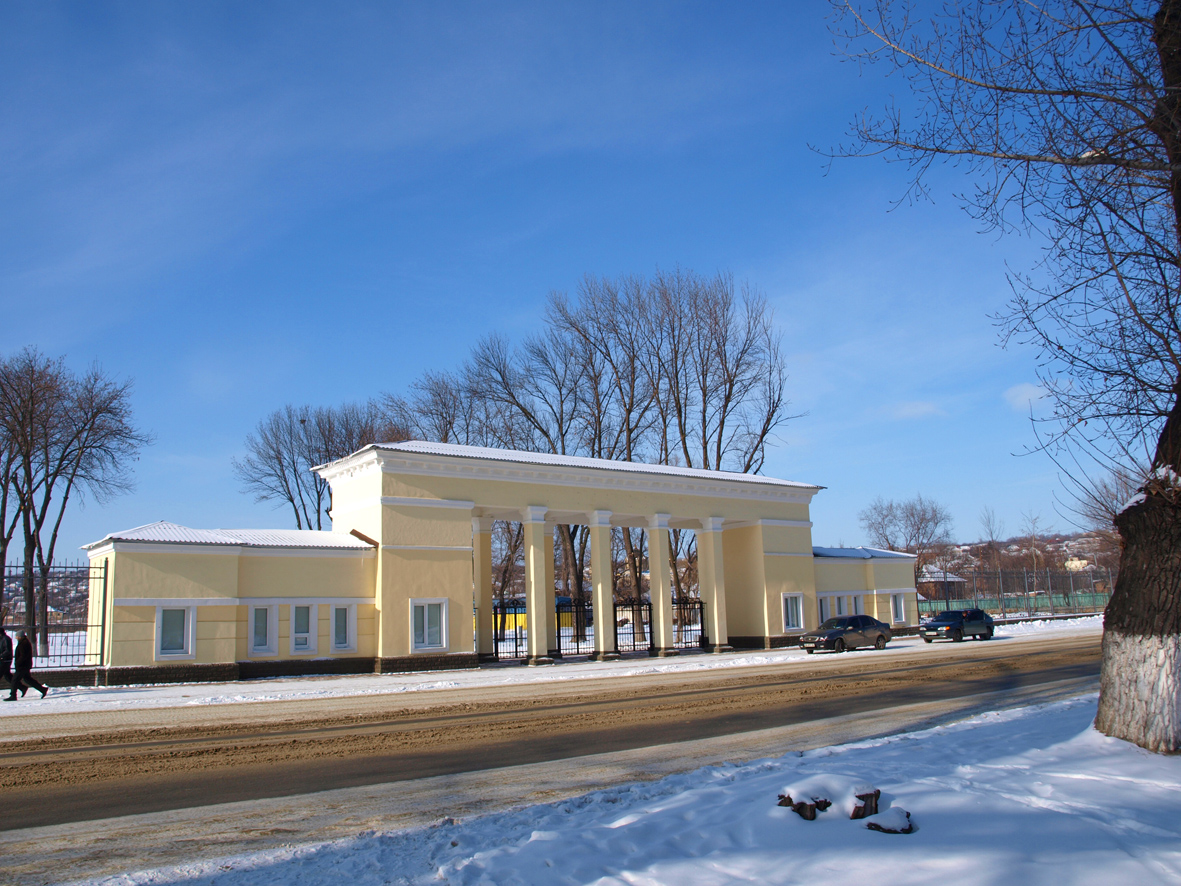
Стадион имени Ленина в Луганске, который временно являлся главной спортивной ареной

С момента начала вооружённого конфликта на Донбассе в 2014 году, всеми футбольными соревнованиями на территории Луганской области пыталась управлять Федерация футбола Луганской области (председатель Виктор Безрук). Однако, под эгидой этой организации в 2014 году не было проведено ни одного соревнования, в частности Чемпионат Луганской области по футболу, который до 2013 года ежегодно проходил в регионе. Одновременно с этим, 4 октября 2014 года в клубе мастеров стадиона «Авангард» состоялось заседание футбольной общественности Луганщины. В нём приняли участие заслуженный тренер Украины Владислав Глухарев, президент Ассоциации спортивной общественности Луганской области Павел Войков, чемпион СССР 1972 года в составе «Зари» Александр Журавлев, заслуженный тренер Украины Валерий Галуст, мастер спорта Виталий Рудницкий, член постоянной комиссии областного совета по вопросам образования, науки, культуры, молодёжи и спорта Олег Акимов, а также другие известные спортсмены и функционеры. Участники приняли решение о создании нового органа — «Луганский футбольный союз», главной задачей которого стало развитие футбола на Луганщине и проведения Чемпионата и кубка ЛНР, а также подготовку и проведение матчей сборной ЛНР. Президентом Луганского Футбольного Союза избран Манолис Пилавов.
До конца года под эгидой Луганского футбольного союза было проведено четыре республиканских турнира среди детей и юношей. В конце декабря закончился новогодний турнир ЛНР, до этого турнир провели в Лутугино. Кроме того, ими была создана молодёжная сборная ЛНР, которая начала проводить товарищеские матчи, а возглавил её известный тренер, а в прошлом и футболист, Анатолий Куксов .
Так как в результате военных действий пострадало поле главной спортивной арены республики — стадион «Авангард», проведение футбольных матчей на нём пока невозможно. Планируется, что в Луганске для проведения поединков чемпионата и Кубка ЛНР будут задействованы стадион имени Ленина, где свои матчи будет проводить СК «Заря», стадион «Шахтер» (посёлок Юбилейный), стадион Аграрного университета и запасное поле стадиона «Авангард».
Стоит отметить, что после перерыва в 2014 году, Чемпионат Луганской области по футболу стал вновь ежегодно проводиться среди команд области.

## Хоккей
В апреле 2015 года глава ЛНР Игорь Плотницкий устроил показательные выступления в Ледовом дворце Луганска. Плотницкий заявил, что содействие спорта и в частности хоккея, одна из важнейших задач руководства республики, а также разрекламировал перспективы развития спорта в ЛНР для молодёжи. В том же месяце ХК «Дизель» из Луганска, которая представляла ЛНР, отправилась на «Турнир в Новочеркасске к 70-летию Великой Победы». «Дизель» на турнире занял последнее место, потерпев четыре разгромных поражения в четырёх матчах — против ХК «Сельмаш» (Ростов-на-Дону) (2:9), ХК «Сталинград» (Волгоград) (0:9) и ХК «Ермак» (Новочеркасск) (1:10), а также вновь 2:9 в матче за 3-е место против ХК «Сельмаш» (Ростов-на-Дону).
В мае 2015 года в Ледовом дворце прошёл детский хоккейный турнир «Золотая шайба». Организаторами соревнований выступили хоккейный клуб «Дизель» и детско-юношеская спортивная школа № 2.

## Волейбол
В мае 2015 года в Луганске прошёл 15-й турнир по волейболу, посвящённый памяти Валерия Кривова. В игровом зале спортивного комплекса Луганского национального университета имени Тараса Шевченко (Кривов был выпускником этого вуза) пять команд разыграли главный трофей — переходящий Кубок Кривова.
На открытии турнира выступил друг и партнёр Кривова по команде Федор Лащёнов. На открытии присутствовала вдова Валерия Кривова — Валентина, волейболисты тех лет: Василий Нечай, Владимир Халецкий, Анатолий Назаренко, Виктор Бесхлебников, Владимир Осипов, Николай Решта и волейболистки «Искры» 1970-х годов Валентина Колесник и Евгения Назаренко.
По итогам соревнований первое место заняла команда «Укртелеком» (Луганск), второе — «Донбасстрансгаз» (Донецк), третье — ВУФКС (Луганск), четвёртое — «Заря» и пятое — команда подконтрольного ЛНР Луганского университета им. Т. Шевченко. В составе «Укртелекома» и «Донбасстрансгаза» играли волейболисты, которые в 2015 году принимали участие в Высшей лиге Чемпионата Украины. Лучшим нападающим турнира признан Роман Климаш (Луганск), лучшим связующим — Александр Филимонов, самым возрастным игроком стал — Николай Вишневский, лучшим перспективным игроком — Виктор Иващенко.

## Карате
16 мая 2015 года в рамках Международного фестиваля Единоборств «Дети за мир» в городе Лутугино на спортивной базе «ДЮСШ» прошёл Чемпионат ЛНР по традиционному карате-до, посвящённый 70-летию Победы.

В ЛНР также развита борьба, спортивная гимнастика, конный спорт.